# Дворац „Каштел” у Темерину
Дворац „Каштел“ (Дворац „Сечењи“) у Темерину је дворац који је изградила породица Сечен (гроф Шандор Сечен) крајем 18. и почетком 19. века. Дворац „Каштел“ је непокретно културно добро као споменик културе од изузетног значаја.

## Опис дворца
Дворац у Темерину је спратна грађевина, јасних стилских карактеристика, елегантног и једноставног барокног класицизма. Резиденцијални племићки објекат један је од ретких који је сачуван у готово изворном облику. Дворац је изградила породица Сечен 1795. године. Породица Сечен је продала Темерин и Каштел трговцу Анталу Фернбаху из Апатина. Ана Фепнбах и Петар Фернбах су били његови наследници и држали су комплетан Темерин све до аграрне реформе Краљевине Срба, Хрвата и Словенаца из 1920. године.
Парк око дворца је претворен у школско игралиште и у градски парк. Некада је целокупно имање у околини дворца заузимало површину од 13 јутара.
Данас се у дворцу налази средња школа "Лукијан Мушицки".